# Ariyat Dibow Ubang
Ariyat Dibow Ubang (23 febbraio 1997) è un'altista etiope.

## Biografia
Dibow inizia a gareggiare internazionalmente nel 2014, vincendo una medaglia di bronzo ai Campionati africani di Marrakech, nel corso della sua carriera - sviluppata principalmente a livello continentale - ha raggiunto un altro podio internazionale nel 2018 seguito nel 2019 dal terzo posto e record nazionale ai XII Giochi panafricani in Marocco.

## Palmarès
| Anno | Manifestazione          | Sede        | Evento         | Risultato | Prestazione | Note             |
| ---- | ----------------------- | ----------- | -------------- | --------- | ----------- | ---------------- |
| 2014 | Campionati africani     | Marrakech   | Salto in alto  | Bronzo    | 1,78 m      |                  |
| 2015 | Campionati africani U20 | Addis Abeba | Salto in alto  | 5ª        | 1,70 m      |                  |
| 2015 | Giochi panafricani      | Brazzaville | Salto in alto  | 4ª        | 1,80 m      |                  |
| 2016 | Campionati africani     | Durban      | Salto in alto  | 10ª       | 1,70 m      |                  |
| 2018 | Campionati africani     | Asaba       | Salto in alto  | Bronzo    | 1,80 m      |                  |
| 2018 | Campionati africani     | Asaba       | Salto in lungo | 10ª       | 5,49 m      |                  |
| 2019 | Giochi panafricani      | Rabat       | Salto in alto  | Bronzo    | 1,81 m      | Record nazionale |